# Ngwapa
Ngwapa est une ville du Botswana.